# سیارک ۷۹۷۶
سیارک ۷۹۷۶ (به انگلیسی: 7976 Pinigin، نامگذاری:1977QT2) هفت هزار و نهصد و هفتاد و ششمین سیارک کشف شده‌است که در ۲۱ اوت ۱۹۷۷ کشف شد.
قدر مطلق سیارک برابر ۱۹.۵ است.